# Purusaari (ö i Södra Savolax, Pieksämäki)
Purusaari är en ö i Finland. Den ligger i sjön Saimen och i kommunen Jockas i den ekonomiska regionen  Pieksämäki ekonomiska region  och landskapet Södra Savolax, i den södra delen av landet, 230 km nordost om huvudstaden Helsingfors. Öns area är 5,3 hektar och dess största längd är 370 meter i sydöst-nordvästlig riktning.